# Danmarks runeindskrifter 364
DR 364 är en medeltida (romansk) gravhäll av granit i Lösen, Lösens kyrka, Lösens socken och Karlskrona kommun. 
Runsten i granit är 1,25 m hög, 0,55-0,75 m bred och 0,3 m tjock. Runhöjd är 10 cm. Runorna är delvis vittringsskadade.
Framför stenen ligger en sten och bakom ligger en häll, dessa har ej samband med runstenen.

## Inskriften
Translitterering av runraden:
ødmar ÷ ok · reinmod
Normalisering till äldre fornsvenska:
Odmar ok ʀæinmoþ.
Översättning till nusvenska:
Odmar och Reinmod.
Förmodligen har denna ovanliga romanska gravsten sätts upp över ett gift par. Odmar kan vara både ett gammalt nordiskt namn och ett tyskt helgonnamn. Reinmod brukar uppfattas som ett kvinnonamn, men det är i så fall det enda tillförlitliga danska beviset för namnet.